# ووراریفیلیا

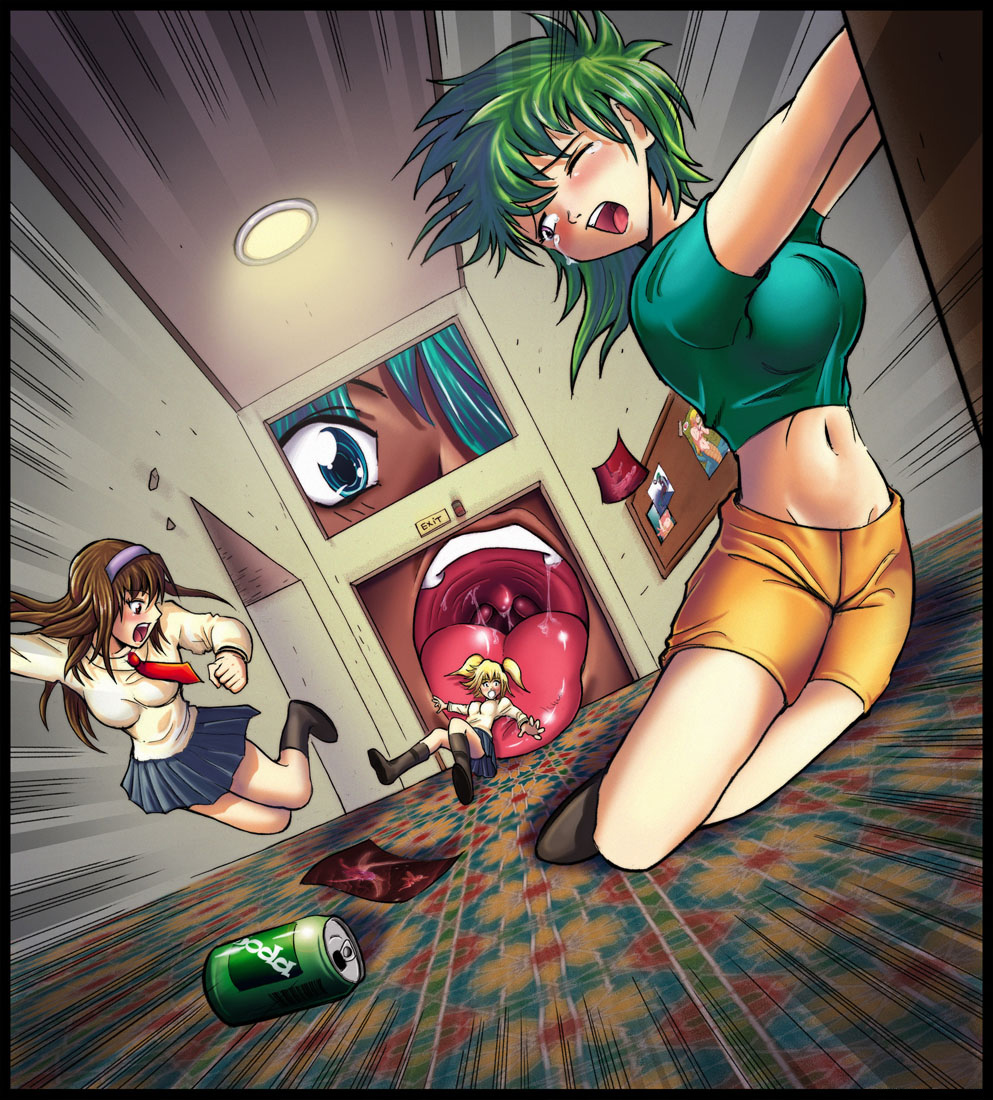
نمونه ای از آثار هنری ووراریفیلیک به سبک مانگا

ووراریفیلیا (انگلیسی: Vorarephilia) یا بلع‌دوستی، (اغلب به صورت وور (vore) خلاصه می‌شود) نوعی انحراف جنسی است که با میل شهوانی به بلیعدن شخص یا موجودی دیگر، یا بلعیده شدن توسط شخص یا موجودی دیگر یا یک جاذبه شهوانی در فرایند عمومی غذا خوردن مشخص می‌شود. از آنجایی که فانتزی‌های ووراریفیلی معمولاً نمی‌توانند در واقعیت اجرا شوند، اغلب در داستان‌ها یا نقاشی‌هایی که در اینترنت به اشتراک گذاشته می‌شوند بیان می‌شوند. واژه vorarephilia از واژه لاتین vorare (به معنای «بلعیدن» یا «فروبردن») و یونانی باستان φιλία (philía، به معنای «عشق») مشتق شده‌است.
فانتزی معمولاً شامل بلعیده شدن کامل قربانی می‌شود، اگرچه گاهی قربانیان جویده می‌شوند، و ممکن است هضم شوند یا خیر. خیال‌پردازی‌های وور از همنوع‌خواری جنسی جدا می‌شوند، زیرا قربانی زنده معمولاً به‌طور کامل بلعیده می‌شود. مصرف‌کننده گاهی انسان است، اما حیوانات، اژدها، مارهای غول پیکر و دیگر موجودات نیز می‌توانند اغلب در این خیالات ظاهر شوند. پس از مصرف، شکم بزرگ مصرف‌کننده اغلب با دقت زیادی توصیف می‌شود.
وور اغلب از طریق عکس‌ها، داستان‌ها، ویدیوها و بازی‌های ویدیویی نشان داده می‌شود و می‌تواند حتی در رسانه‌های اصلی ظاهر شود. در برخی موارد، ووراریفیلیا ممکن است به عنوان یک نوع ماکروفیلی توصیف شود و ممکن است با سایر انحراف‌های جنسی ترکیب شود. جدای از ماکروفیلی، فانتزی‌های وور اغلب مضامینی مانند بی‌دی‌اس‌ام، میکروفیلی، فتیش بارداری، انسان‌انگاری، «متولد نشده» (میل به بلعیده شدن کامل در واژن و بازگشت به رحم) و همنوع‌خواری جنسی دارند.
یک تجزیه و تحلیل موردپژوهی، فانتزی را با سادومازوخیسم مرتبط کرد و نشان داد که می‌تواند با انگیزه میل ادغام با فرد قدرتمندتر، یا فرار دائمی از تنهایی ایجاد شود. روانشناسان مرکز اعتیاد و سلامت ذهن تورنتو، با وجود «درمان نداشتن» برای افرادی که با تمایلات جنسی خود احساس ناراحتی می‌کنند، تلاش برای «تطبیق، به جای تغییر یا سرکوب» علاقه جنسی را توصیه کرده‌اند. در صورت لزوم می‌توان از دارو برای کاهش میل جنسی استفاده کرد.